# Coppa dell'Incoronazione
La Copa de la Coronación, ufficialmente Concurso Madrid de Foot-ball Association, fu una competizione calcistica spagnola. È considerata erroneamente la prima edizione della Coppa del Re, sebbene la Federazione calcistica della Spagna non la reputi tale. È stata organizzata dal Madrid Football Club.
Il torneo fu giocato dal 13 maggio al 16 maggio del 1902 con la finale che fu giocata a Madrid. Questa competizione venne disputata in occasione dell'incoronazione del re di Spagna Alfonso XIII. La squadra vincitrice, il Club Vizcaya, era una selezione composta da elementi dell'Athletic Club e del Bilbao FC, i due sodalizi che all'epoca erano attivi a Bilbao. Questi poi si fusero, andando a formare l'attuale Athletic Club, ma nel 1902 erano due società distinte. L'Athletic Club annovera questa coppa tra i suoi trofei ma la RFEF non lo riconosce come vincitore della manifestazione.

## Quarti di finale
|              | 13 maggio 1902 |          |
| ------------ | -------------- | -------- |
| Club Vizcaya | 5 - 1          | Espanyol |

## Semifinali
|              | 13-14 maggio 1902 |                         |
| ------------ | ----------------- | ----------------------- |
| Barcellona   | 3 - 1             | Madrid CF               |
| Club Vizcaya | 8 - 1             | New Foot-Ball de Madrid |

## Finale
|              | 15 maggio 1902 |            |
| ------------ | -------------- | ---------- |
| Club Vizcaya | 2 - 1          | Barcellona |

### Torneo de la Gran Peña
Il Torneo de la Gran Peña si doveva giocare fra tutte le squadre eliminate come "consolazione", ma Barcellona e New Foot-Ball de Madrid scelsero di non partecipare.
|           | 16 maggio 1902 |          |
| --------- | -------------- | -------- |
| Madrid CF | 3 - 2          | Espanyol |